# سرطان الرئة الساركوماتوئيدي
سرطان الرئة الساركوماتوئيدي هو مصطلح يشمل خمسة أنواع فرعية نسيجية متميزة من سرطان الرئة، بما في ذلك (1) سرطان متعدد الأشكال، (2) سرطان الخلايا المغزلية، (3) سرطان الخلايا العملاقة، (4) ساركينوساركوما، أو (5) ورم أرومي رئوي.

## علم الوراثة
التكرار غير الطبيعي لجين EGFR هو ظاهرة نادرة نسبيًا في SCL (>/= 4 نسخ في>/= 40% من الخلايا في 22/5).
يحدث الإفراط في التعبير عن بروتين EGFR في جميع الحالات تقريبًا (22/22).
الطفرات في جين EGFR نادرة نسبيًا (0/23).
عثر على طفرات K-ras في 8/22 حالة Gly12Cys في 6 حالات وGly12Val في حالتين.
يُظهر سرطان الرئة الساركوماتوي تسللًا مناعيًا شديدًا والذي يكون في الغالب العدلات. ومع ذلك، فإن الأورام تتهرب من جهاز المناعة من خلال زيادة التعبير عن منظم سلبي للخلايا التائية المبرمجة أساسًا للموت الخلوي المبرمج.

## التشخيص

### التصنيف
سرطان الرئة هو عائلة كبيرة وغير متجانسة بشكل استثنائي من الأورام الخبيثة. تم التعرف على أكثر من 50 متغيرًا نسجيًا مختلفًا بشكل صريح في مراجعة عام 2004 لنظام الكتابة لمنظمة الصحة العالمية (منظمة الصحة العالمية -2004)، وهو حاليًا مخطط تصنيف سرطان الرئة الأكثر استخدامًا على نطاق واسع. العديد من هذه الكيانات نادرة، وقد وصفت مؤخرًا، وغير مفهومة جيدًا. ومع ذلك، نظرًا لأن الأشكال المختلفة من الأورام الخبيثة تظهر عمومًا خصائص وراثية وبيولوجية وسريرية متنوعة، بما في ذلك الاستجابة للعلاج، فإن التصنيف الدقيق لحالات سرطان الرئة أمر بالغ الأهمية لضمان تلقي مرضى سرطان الرئة العلاج الأمثل.
ما يقرب من 98% من أورام الرئة هي سرطان، وهو مصطلح يشير إلى الأورام الخبيثة المشتقة من خلايا النسب الظهارية، و/أو التي تظهر سمات معمارية خلوية أو نسيجية موجودة بشكل مميز في الخلايا الظهارية. بموجب منظمة الصحة العالمية -2004، تنقسم سرطانات الرئة إلى 8 أصناف رئيسية:
- سرطان الخلايا الحرشفية
- سرطان الخلايا الصغيرة
- غدية
- سرطان الخلايا الكبيرة
- سرطان الغدة النخامية
- سرطانة ساركوماتويد
- الكارسينوئيد
- سرطان يشبه الغدد اللعابية

تعتبر سرطانات الساركوماتويد فريدة من نوعها بين سرطانات الرئة من حيث أنها، على الرغم من أنها تعتبر سرطانات، إلا أنها تحتوي على سمات معمارية خلوية ونسيجية والتي عادة ما تكون مميزة للساركوما.

## العلاج
نظرًا لندرة هذه الأورام، لم يتم إجراء تجارب سريرية عشوائية حتى الآن فيما يتعلق بأنظمة العلاج المحددة لأي نوع فرعي.
نشر عدد قليل جدًا من الدراسات الخاصة بالنسيج للأنواع الفرعية الفردية من SCL في الأدبيات؛ كانت معظم البيانات عبارة عن سلسلة حالات صغيرة بأثر رجعي أو تقارير حالة.
في كثير من الحالات، يتم التعامل مع سرطان الرئة الساركوماتوي بشكل عام مثل NSCLC الأخرى. ومع ذلك، نظرًا لأن سرطانات الرئة الساركوماتوية تعتبر سرطانات الرئة ذات الخلايا غير الصغيرة العدوانية بشكل خاص، يوصي بعض الخبراء باتباع نهج علاجي قوي بشكل خاص لهذه الأورام.
لا يُعرف الكثير عن تأثيرات مثبطات EGFR في SC، على الرغم من أن بعض الأدلة تشير إلى أن هذه الأورام ليس من المحتمل أن تكون عالية الاستجابة.

## التكهن
كمجموعة، يعتبر تشخيص سرطان الرئة الساركوماتوي أسوأ من معظم أنواع NSCLC.